# Líquido inflamable

El pictograma internacional de productos químicos inflamables.

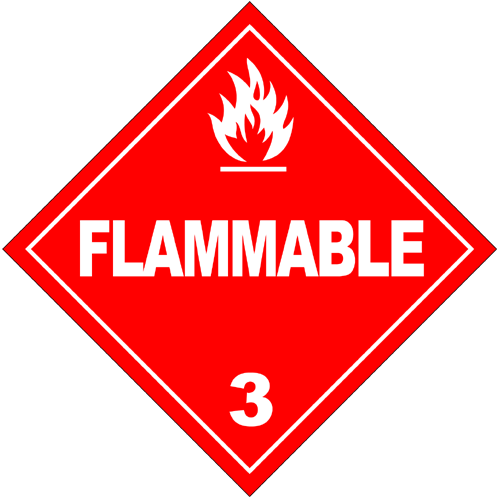
Cartel inflamable

Un líquido inflamable es un líquido combustible que puede encenderse fácilmente en el aire a temperatura ambiente, es decir, tiene un punto de inflamación igual o inferior al umbral de temperatura nominal definido por una serie de organizaciones de normalización nacionales e internacionales.
La Administración de Salud y Seguridad Ocupacional (OSHA) del Departamento de Trabajo de los Estados Unidos define un líquido como inflamable si tiene un punto de inflamación igual o inferior a 199.4 °F (93 °C). Antes de alinear las regulaciones con el Sistema Globalmente Armonizado de Clasificación y Etiquetado de Sustancias Químicas (GHS) en 2012, OSHA consideraba líquidos inflamables aquellos con un punto de inflamación por debajo de 100 °F (37,8 °C). Aquellos con puntos de inflamación superiores a 100 °F y menos de 200  F (93,3 °C) fueron clasificados como líquidos combustibles. Los estudios muestran que la medida real de la inflamabilidad de un líquido, su punto de inflamación, depende de la altitud.

## Categorización
Tanto OSHA como GHS dividen aun más los líquidos inflamables en 4 categorías:
- Los líquidos inflamables de categoría I son aquellos con puntos de ebullición ≤ 95 °F (35 °C) y puntos de inflamación <73 °F (23 °C)[1][5]
- Los líquidos inflamables de categoría II son aquellos con puntos de ebullición> 95 °F y puntos de inflamación >73 °F[1]
- Los líquidos inflamables de categoría III son aquellos con puntos de inflamación> 73 °F y ≤ 140 °F (60 °C)
- Los líquidos inflamables de categoría IV son aquellos con puntos de inflamación> 140 °F y ≤ 199,4 °F

Estas categorizaciones dependen de una altitud y presión atmosférica establecidas, ya que tanto el punto de ebullición como el punto de inflamación cambian con los cambios de presión.

## Etiquetado
Tanto GHS como OSHA requieren el etiquetado de líquidos inflamables, en contenedores y hojas de datos de seguridad, de la siguiente manera: <undefined />
|                       | Categoría I                                   | Categoría II                       | Categoría III                  | Categoría IV        |
| --------------------- | --------------------------------------------- | ---------------------------------- | ------------------------------ | ------------------- |
| Símbolo               | Fuego                                         | Fuego                              | Fuego                          | Ninguno             |
| Palabra clave         | Peligro                                       | Peligro                            | Advertencia                    | Advertencia         |
| Indicación de peligro | Líquidos y vapores extremadamente inflamables | Líquidos y vapores muy inflamables | Líquidos y vapores inflamables | Líquido combustible |